# Te Kouma Harbour
Te Kouma Harbour ist ein Naturhafen der Coromandel Peninsula auf der Nordinsel von Neuseeland.

## Geographie
Der Te Kouma Harbour befindet sich an der Westküste der Coromandel Peninsula, gut 9 km südwestlich von Coromandel und rund 36 km nördlich von Thames. Der Naturhafen hat eine Länge von rund 3,4 km und ein maximale Breite von 1,12 km. Das nach Westen offene Gewässer besitzt einen gut 500 m breiten Hafeneingang und kommt auf eine Küstenlinie von rund 11,5 km. Knapp einen Kilometer vor dem Eingang zu dem Naturhafen befindet sich die Insel Rangipukea Island, die den Hafen vor der rauen See schützt.
Zu erreichen ist der im Thames-Coromandel District liegende und zur Region Waikato zählende Te Kouma Harbour vom New Zealand State Highway 25 aus, der das Gewässer mit dem Ort Coromandel, wenige Straßenkilometer weiter nordöstlich liegend, und dem südlichen Verlauf der Westküste der Coromandel Peninsula verbindet.